# Mistassini
Mistassini (fr. Lac Mistassini) - największe jezioro naturalne kanadyjskiej prowincji Quebec. Jego powierzchnia wynosi ok. 2335 km². Znajduje się na wschodzie regionu administracyjnego Nord-du-Québec. Nad brzegami jeziora, na półwyspie Watson, znajduje się osada Indian Kri Mistassini.
Na jeziorze znajduje się wyspa Ile Rouleau, pozostałość dawnego krateru uderzeniowego.